# مايك ليستير
مايك ليستير (بالإنجليزية: Mike Lester) (4 أغسطس 1954 بمانشستر في المملكة المتحدة - ) هو لاعب كرة قدم بريطاني في مركز الوسط. لعب مع أولدهام أثلتيك وبرادفورد سيتي وستوكبورت كونتي وسكونثورب يونايتد وغريمسبي تاون ومانشستر سيتي ونادي إكزتر سيتي ونادي بارنسلي ونادي بلاكبول ونادي هارتلبول يونايتد وواشنطن ديبلومتس ونادي تشورلي وLudvika FK ‏.

## وصلات خارجية
- مايك ليستير على موقع قاعدة بيانات كرة القدم.إي يو (الإنجليزية)